# Sharon Shannon
Pour son premier album, voir Sharon Shannon (album).
Sharon Shannon, née le 12 novembre 1968 à Corofin, en Irlande, est une musicienne irlandaise. Elle est surtout connue comme accordéoniste et violoniste mais elle joue aussi du tin whistle et du mélodéon. Son album éponyme sorti en 1991 est l'album de musique traditionnelle irlandaise le plus vendu au monde. Son œuvre est influencée par de nombreux styles musicaux : de la musique folk irlandaise au reggae, en passant par la musique cajun, portugaise et québécoise. Son single What You Make It (da, da, da, da) est une collaboration avec des artistes hip hop.
Elle reçoit un prix pour l'ensemble de sa carrière lors des Meteor Awards de 2009.

## Biographie

### Jeunesse
Sharon commence à se produire en public à l'âge de huit ans avec Disirt Tola, un groupe du comté de Clare. Avec Disirt Tola, elle fait une tournée aux États-Unis à quatorze ans.
Sharon fait des compétitions de sauts d'obstacles, mais abandonne seize ans pour se concentrer sur sa carrière musicale.
De la même façon, Sharon abandonne ses études à l'University College Cork.
Au milieu des années 1980, elle étudie l'accordéon avec Karen Tweed et le violon avec Frank Custy et joue avec le groupe Arcady, dont elle est un membre-fondateur.

### Premiers enregistrements, The Waterboys
Sharon commence à enregistrer en 1989, alors qu'elle travaille avec le producteur John Duford et des musiciens comme Adam Clayton, Mike Scott et Steve Wickham. Ses collaborations avec Scott et Wickham ont pour conséquence qu'elle rejoint leur groupe, The Waterboys. Sharon reste dans ce groupe dix-huit mois et contribue aussi bien au violon qu'à l'accordéon sur leur album Room to Roam. Elle fait aussi sa première tournée mondiale avec eux. Comme Wickham, elle quitte le groupe quand Scott et un autre membre du groupe (Anthony Thistlethwaite) décident de changer le style de musique du groupe pour un son plus rock 'n' roll.

### Premiers enregistrements solo
Son premier album, Sharon Shannon, sort en 1991 et est encore à ce jour l'album de musique traditionnelle irlandaise qui s'est le plus vendu.
Sa carrière en solo est caractérisée par de nombreuses diffusions de son œuvre et un succès commercial, particulièrement en Irlande. À la suite de sa participation à l'album A Woman's Heart (une compilation d'artistes irlandaises) et un hommage à son travail dans The Late Late Show, la musique de Sharon Shannon  bénéficie d'une forte exposition, ce qui contribue au succès de son premier album.
Son deuxième album, Out The Gap (1994), est produit par Dennis (Blackbeard) Bovell et a clairement des influences reggae.
Le titre de Sharon Shannon Cavan Potholes, écrit par Dónal Lunny, apparait sur la compilation parue en 1996 Common Ground:Voices of Modern Irish Music parmi les titres d'artistes comme Sinéad O'Connor, Elvis Costello, Kate Bush et Bono.
Le quatrième album de Sharon Shannon parait en septembre 1998 et mélange anciens et nouveaux titres, titres live et enregistrements en studio. En 1998, Nigel Kennedy demande à Sharon Shannon de se joindre à lui pour jouer sa Jimi Hendrix Suite, qu'ils jouent ensuite ensemble dans plusieurs villes européennes.
Son album paru en 2000, The Diamond Mountain Sessions, qui inclut des participations vocales de nombreux artistes, est aussi un succès commercial et est certifié triple disque de platine. Sharon Shannon  enregistre la chanson The Galway Girl, qui parait à la fois sur l'album de Earle Trascendental Blueset sur l'album de Shannon & Friends The Diamond Mountain Sessions. Les deux albums sortent en l'an 2000.
Un autre fruit de sa collaboration avec Earl est le titre instrumental Dominic Street, qui parait en 2002 sur l'album de Earle Sidetracks.
Sharon Shannon a aussi travaillé avec Jackson Browne, le groupe Coolfin, Dónal Lunny, Moya Brennan, Kirsty McColl, Christy Moore, Sinéad O'Connor, Liam O'Maonlaiet John Prine, parmi d'autres.

### Actuellement
En 2004, Sharon Shannon sort l'album Libertango avec Róisín Elsafty, Sinéad O'Connor et Kirsty McColl comme artistes invitées. Elle apparait sur Tunes l'année suivante, en collaboration avec Frankie Gavin, Michael McGoldrick et Jim Murray. Une compilation de ses 15 ans d'enregistrements sort fin 2006 : The Sharon Shannon Collection 1990-2005. Sharon travaille avec Belinda Carlisle pour son album Voila en 2007. Sharon participe aux Transatlantic Sessions en 2008.
Sharon Shannon fait des tournées en Australie, en Europe, à Hong Kong et au Japon en solo. Elle joue aussi pour des hommes politiques parmi lesquels Bill Clinton, Mary Robinson et Lech Wałęsa. Elle participe à des concerts de charité pour des causes comme la défense des animaux. En parallèle, elle continue à enregistrer sa musique et à se produire en public avec son groupe, The Woodchoppers. Une version enregistrée en concert de Galway Girl en duo avec Mundy est le titre le plus téléchargé en Irlande en 2007, ce qui lui vaut un Meteor Award. En 2009, elle joue Galway Girl à la cérémonie des Meteor Music Awards 2009, lors de laquelle elle reçoit une récompense pour l'ensemble de sa carrière et à nouveau le prix du titre le plus téléchargé pour Galway Girl en duo avec Mundy.

## Discographie

### Albums
- 1991 : Sharon Shannon
- 1994 : Out the Gap
- 1997 : Each Little Thing
- 2000 : The Diamond Mountain Sessions
- 2002 : Live in Galway
- 2003 : Libertango
- 2005 : Tunes
- 2006 : Collection 1990-2005
- 2007 : Renegade
- 2009 : Saints & Scoundrels
- 2009 : Upside Down
- 2016 : Sacred Earth

### Albums live
- 2007 : Live at Dolans
- 2015 : In Galway  avec Alan Connor
- 2017 : Sharon Shannon and Band - Live in Minneapolis

### DVD live
- 2007 : Live at Dolans CD & DVD